# Bankowość mobilna
Bankowość mobilna (ang. m-banking, mobile banking) – usługa oferowana przez instytucje finansowe umożliwiająca dostęp do rachunku bankowego poprzez urządzenia mobilne posiadające dostęp do Internetu, np. telefony komórkowe, smartfony, tablety.
Jest odmianą bankowości internetowej. Protokół WAP zainstalowany w telefonie komórkowym kwalifikuje to urządzenie poprzez odpowiednią aplikację do mobilnego nawiązania sesji ze stroną internetową banku. W ten sposób użytkownik ma możliwość sprawowania stałej kontroli nad rachunkiem i zdalnego zarządzania własnymi finansami.
Operacje bankowe przez telefon mogą być realizowane na kilka sposobów: poprzez kontakt z operatorem (call center) lub automatyczny serwis telefoniczny IVR oraz przy użyciu telefonu komórkowego za pomocą SMS lub technologii WAP.
Najwcześniejsze usługi bankowości mobilnej oferowane były przez SMS. W chwili wprowadzenia w 1999 r. pierwszych smartfonów z technologią WAP, umożliwiających dostęp do Internetu poprzez telefon komórkowy, pierwsze banki europejskie zaczęły oferować swoim klientom usługi m-bankingu.
Z m-bankingu do niedawna (2010) najczęściej korzystano poprzez SMS lub mobilny Internet. Początkowy sukces iPhone’ów Apple i gwałtowny rozwój telefonów z oprogramowaniem Android stworzonym przez Google doprowadziły do wzrostu użycia specjalnych aplikacji dla klientów dostępnych do ściągnięcia na urządzenia przenośne.
W 2013 roku w Polsce z bankowości mobilnej korzystało 1,33 mln użytkowników, o 150 tys. więcej niż na koniec 2012 roku.

## SMS

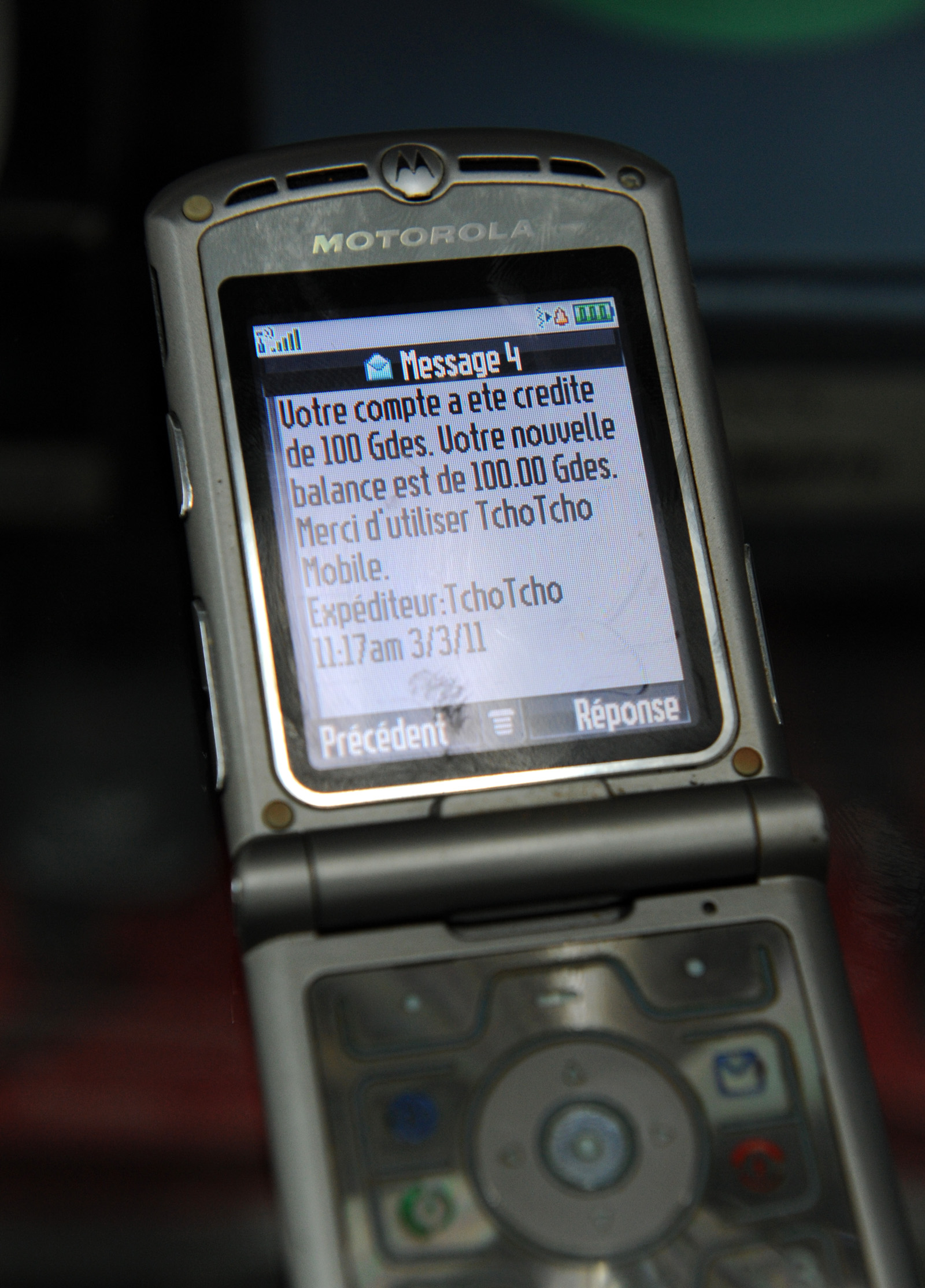
Potwierdzenie otwarcia depozytu przez SMS, Haiti (2011)

Stosowanie SMS-ów w korzystaniu z usług bankowych pozwala zarówno na aktywny, jak i pasywny dostęp do konta. Pasywny dostęp polega na otrzymywaniu informacji z banku bez możliwości ingerencji w stan konta. Forma ta daje m.in. możliwość otrzymania informacji tekstowej po każdej operacji wykonanej na danym koncie informującej o dokonanej transakcji i aktualnym stanie konta. Forma aktywna umożliwia wykonanie operacji bankowych takich jak składanie przelewów na określony wcześniej rachunek z potwierdzeniem SMS czy zakładanie lokat.

## WAP
W ramach usługi WAP możliwe są następujące operacje bankowe:
- dostęp do informacji o saldzie rachunku
- uzyskanie informacji o obrotach na rachunku
- weryfikacja listy odbiorców dla przelewów
- wgląd do historii operacji
- wykonanie przelewu na obce rachunki
- definiowanie zlecenia stałego
- sporządzenie listy rachunków, na które ma być zrealizowany przelew
- dokonanie przelewu z przyszłą datą realizacji
- anulowanie przelewu
- realizacja przelewu na rachunki ZUS
- zakładanie i zrywanie lokat terminowych
- zmiana hasła dostępu

## Model koncepcyjny bankowości mobilnej
W modelu teoretyczynym, bankowość mobilną definiuje się jako
„Bankowość mobilna odnosi się do świadczenia i udostępniania za pośrednictwem urządzeń telekomunikacji mobilnej usług bankowych i finansowych. Zakres oferowanych usług może zawierać ułatwienia w dokonywaniu transakcji bankowych i giełdowych, w zarządzaniu kontami, a także w dostępie do spersonalizowanych informacji.”
Zgodnie z tym modelem można powiedzieć, że model Bankowości mobilnej składa się z trzech powiązanych ze sobą pojęć:
- mobilna rachunkowość
- mobilne usługi maklerskie
- mobilne usługi informacji finansowej

Większość usług przypisanych do działów rachunkowości i usług maklerskich opiera się na transakcjach. Usługi nie oparte na transakcjach są natury informacyjnej; są jednak kluczowe dla przeprowadzania transakcji – na przykład, informacje o saldzie mogą być potrzebne przy dokonywaniu przekazu pieniężnego. Dlatego też usługi rachunkowe i maklerskie oferowane są niezmiennie w połączeniu z usługami informacyjnymi. Usługi informacyjne zaś mogą być oferowane jako niezależny komponent.
Dostępność usług bankowych w telefonie komórkowym może być także pomocna w sytuacjach biznesowych jak np. negocjacje, przemówienia publiczne, reagowanie na posunięcia konkurencji.

## Modele biznesowe bankowości mobilnej

### Model prowadzony przez bank poza oddziałem
Model prowadzony przez bank poza oddziałem (bank-led model) różni się od tradycyjnej bankowości tym, że klient przeprowadza transakcje finansowe przez pośredników lub za pomocą telefonii komórkowej, a nie poprzez pracowników banku czy w jego siedzibie. Ten model zapewnia też możliwość znacznego powiększenia dostępności usług finansowych z uwagi na wykorzystanie różnych kanałów dystrybucji (detaliści, telefony komórkowe), fakt, iż partnerzy handlowi (operatorzy telekomunikacyjni lub sieci sklepów) zwykle posiadają doświadczenie i rynek docelowy inne niż tradycyjne banki, oraz fakt, iż może on być znacząco tańszy od rozwiązań wykorzystujących infrastrukturę banku. Może on być realizowany poprzez umowę korespondencką lub umowę pomiędzy bankiem a operatorem telekomunikacjnym. W tym modelu też konto klienta spoczywa w rękach banku.

### Model prowadzony w obrębie oddziału banku
Model prowadzony w obrębie oddziału banku ma ograniczoną rolę w codziennym zarządzaniu. Zazwyczaj jego rola ogranicza się do przechowywania środków. Funkcje zarządzania kontem są prowadzone nie przez bank a wykonawców (np. telco), którzy mają bezpośredni kontakt z indywidualnym klientem.

## Usługi bankowości mobilnej

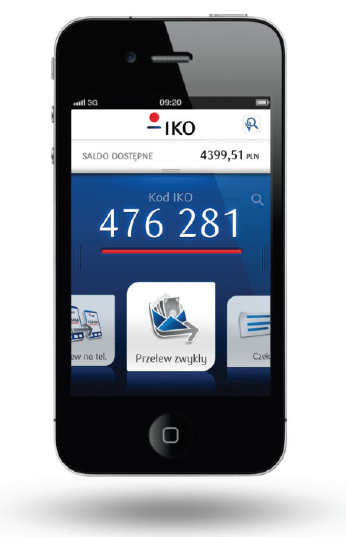
Ekran aplikacji mobilnej banku PKO BP (2014)

Bankowość mobilna oferuje usługi takie jak:

### Informacje o koncie
- Mini-wyciągi bankowe i dostęp do historii konta
- Powiadomienia o operacjach wykonywanych na koncie lub przekroczeniu ustalonych progów
- Monitorowanie lokat terminowych
- Dostęp do stanu skumulowanego salda przy spłacie kredytu (tzw. loan statement)
- Dostęp do właściwości karty
- Fundusze wzajemne/sprawozdania z akcji zwykłych
- Zarządzanie polisą ubezpieczeniową
- Zarządzanie planem emerytalnym
- Status czeku, zaprzestanie płatności czekiem
- Zamawianie książeczek czekowych
- Sprawdzanie salda rachunku
- Ostatnie transakcje
- Terminy płatności (funkcja przerwania, zmiany lub usunięcia płatności)
- Zapewnienie kodu PIN, zmiana lub przypomnienie PIN przez Internet
- Blokowanie (zgubionych lub skradzionych) kart

### Płatności, lokaty, podejmowanie środków i przelewy
- Przelewy krajowe i międzynarodowe
- Zarządzanie mikropłatnościami
- Doładowywanie telefonu
- Przetwarzanie płatności handlowych
- Płacenie rachunków
- Płatności peer-to-peer
- Podejmowanie środków
- Lokata bankowa
- Usługi maklerskie

Specjalna sekwencja wiadomości SMS pozwala systemowi zweryfikować, czy klient ma wystarczającą ilość środków na koncie oraz potwierdzić depozyt lub wycofanie się z transakcji bezpośrednio u agenta. Podczas wpłacania pieniędzy, handlarz otrzymuje gotówkę, a system uwierzytelnia konto bankowe klienta lub jego mobilną "portmonetkę". W ten sam sposób klient może także wybrać środki u handlarza – poprzez wymianę SMS-ów i uwierzytelnianie, handlarz wręcza klientowi gotówkę oraz obciąża swoje konto bankowe. Złożenie roszczenia, czyli transfer finansowy może być dokonywane za pomocą gotówki (płatność tradycyjna) lub za pośrednictwem internetu (płatność elektroniczna). Płatność elektroniczna to płatność dokonywana za pośrednictwem internetu przy użyciu urządzeń elektronicznych takich jak: komputer, telefon komórkowy, tablet. Płatności mobilne zaliczają się do płatności elektronicznych z wykorzystaniem przede wszystkim telefonu komórkowego, ale również innych nośników jak np. naklejki wyposażone w odpowiedni chip. Płatności mobilne dzielą się na trzy podstawowe rodzaje, są to:
- płatność SMS;
- mPay;
- płatności oparte na technologii komunikacji krótkiego zasięgu NFC.

Płatność SMS polega na dokonaniu zapłaty za produkt lub usługę poprzez wysłanie wiadomości SMS z otrzymanym wcześniej kodem pod określony numer Premium, za który naliczona zostanie opłata zależna od klasy numeru. Po uiszczeniu w taki sposób opłaty, użytkownik otrzymuje SMS zwrotny z wygenerowanym automatycznie kodem, który daje mu dostęp do zamówionego produktu.
mPay jest formą elektronicznego portfela w telefonie komórkowym. To aplikacja na telefon dostępna na systemach Android, iOS, Windows Phone, umożliwiająca dokonanie płatności w sklepie, internecie, biletomatach itd. W aplikacji można wybierać spośród trzech źródeł płatności: przedpłacona portmonetka, podpięta karta płatnicza lub karta w elektronicznym portfelu kart MasterPass.
Płatności oparte na technologii komunikacji krótkiego zasięgu NFC (Near Field Communication) pozwalają na dokonywanie transakcji zbliżeniowych przy pomocy telefonu komórkowego wyposażonego w mikroprocesor zapewniający komunikację NFC. Telefon przy wykorzystaniu tej technologii przyjmuje funkcje karty płatniczej, kredytowej i debetowej.
Dodatkowo, Polski Standard Płatności sp. z o.o. w lutym 2015 roku uruchomiła System Płatności Mobilnych BLIK, który został założony przez 6 banków: Alior Bank S.A., Bank Millenium S.A., Bank Zachodni WBK S.A., ING Bank Śląski S.A., mBank S.A i PKO Bank Polski S.A.. Umożliwia on osobom korzystającym ze smartfonów realizację płatności w punktach sprzedaży posiadających terminale do obsługi kart płatniczych i Internecie, w maszynach samoobsługowych oraz w bankomatach. Aby korzystać z systemu BLIK posiadacz smartfonu musi być klientem jednego z banków, które uczestniczą w systemie oraz posiadać jego aplikację mobilną. Kod autoryzacyjny generowany jest przez Polski Standard Płatności składający się z sześciu cyfr. Mechanizmem, który identyfikuje płatność są jednorazowe kody ważne przez dwie minuty. Płatności BLIK pozwalają na wykonanie 20 transakcji dziennie na łączną kwotę 1000 zł. Pierwsze trzy transakcje do kwoty 50 zł nie wymagają potwierdzenia, dopiero czwartą i kolejną lub płatność przekraczającą tę kwotę należy potwierdzić kodem PIN.
Polski Standard Płatności w II połowie 2015 roku wprowadził usługę P2P (ang. person-to-person), która umożliwia wykonywanie przelewów bezpośrednio na telefon za pomocą jego numeru pomiędzy użytkownikami aplikacji mobilnych banków posiadających system BLIK. Użytkownicy chcący skorzystać z usługi płatności P2P muszą najpierw zarejestrować numer telefonu w swojej aplikacji mobilnej. Wykonanie takiego przelewu jest możliwe tylko pomiędzy osobami, które mają zainstalowanego BLIKA w telefonie, a do jego sfinalizowania konieczna jest znajomość numeru telefonu odbiorcy. Obecnie usługa ta jest bezpłatna. W większości banków oferujących przelewy z wykorzystaniem numeru telefonu limit dzienny jednorazowej transakcji wynosi 200 zł, natomiast w Banku Millenium maksymalna dopuszczalna kwota takiego przelewu wynosi 500 zł. 

### Usługi inwestycyjne
- Usługi zarządzania portfelem
- Notowania giełdowe w czasie rzeczywistym
- Alerty dostosowane do wymagań i preferencji użytkownika oraz zawiadomienia dotyczące kursów papierów wartościowych
- Bankowość mobilna

### Pomoc udzielana klientom
- Dostęp do aktualnego statusu złożonych wniosków dotyczących udzielenia kredytów, włącznie z pozwoleniami na hipotekę oraz pokryciami ubezpieczeniowymi
- Książeczki czekowe i dyspozycje dotyczące kart bankowych
- Wymiana wiadomości (również drogą elektroniczną) na temat danych, jak również zażaleń i postępu pracy
- Lokalizacja bankomatów

### Inne usługi
- Dostarczanie ogólnych informacji, takich jak prognoza pogody czy wiadomości
- Programy lojalnościowe i ich oferty
- Usługi lokalizacyjne LBS (location based service)

Informacje uzyskane dzięki badaniom przeprowadzonym przez firmę Forrester dowodzą, że bankowość mobilna w przyszłości będzie atrakcyjnym rozwiązaniem, szczególnie dla młodych klientów, należących do grupy osób generalnie bardziej obeznanych z nowinkami technicznymi. Jedna trzecia użytkowników telefonów komórkowych twierdzi, że mogłaby rozważyć możliwość przeprowadzania podstawowych operacji przez telefon komórkowy, jak na przykład zapytanie o aktualny bilans konta czy też opłacenie rachunków.

## Tendencje w bankowości mobilnej
Internet dał możliwość prowadzenia bankowości na nowe sposoby. Powstały więc takie nowe instytucje, jak banki i internetowe biura maklerskie oraz usługi zarządzania majątkiem. Nadal jednak takie instytucje stanowią małą część rynku bankowości.
Na przestrzeni ostatnich lat rynek technologii mobilnych i bezprzewodowych stał się jednym z najszybciej rozwijających się na świecie i nadal rozwija się w coraz szybszym tempie. Według GSM Association i Ovum, liczba osób zarejestrowanych do usług mobilnych przekroczyła we wrześniu 2005 roku 2 miliardy, a w chwili obecnej szacuje się, że przekroczyła 2,5 miliarda, z czego więcej niż 2 miliardy to użytkownicy sieci GSM.
Dzięki technologiom mobilnym banki mogą obecnie oferować swoim klientom takie usługi jak: dokonywanie przelewów podczas podróży, aktualizacje online kursów giełdowych, a nawet kupno czy sprzedaż akcji w trakcie, gdy klient stoi w korku. Smartfony i komunikacja 3G dają możliwości, które były poza zasięgiem starszych technologii.
Według badań firmy Celent, zajmującej się doradztwem finansowym, do 2010 35% gospodarstw domowych korzystających z bankowości internetowej miało korzystać z bankowości mobilnej. Więcej niż 70% połączeń przychodzących do biur obsługi klienta w bankach jest wykonywana z telefonów komórkowych.
Mimo wzrostu zainteresowania klientów usługami bankowymi za pośrednictwem telefonu komórkowego, oraz faktu, że mobilne usługi finansowe są obecnie jednym z najbardziej rozwojowych i innowacyjnych obszarów tego rynku, to według ostatnich danych (2011) dopiero 3,5% Polaków korzysta z tego rodzaju usług.

## Wyzwania dla bankowości mobilnej

### Bezpieczeństwo
Zapewnienie ochrony transakcjom finansowym dokonywanych poprzez transmisję danych za pomocą sieci bezprzewodowej jest skomplikowaną czynnością, ponieważ musi ona być skoordynowana zarazem przez twórców aplikacji komórkowych, operatorów sieci bezprzewodowych oraz przez dział IT banku.
Aby zapewnić bezpieczeństwo takich transakcji, muszą zostać spełnione następujące warunki:
- Ochrona sprzętu przenośnego – jeżeli bank zapewnia ochronę karty smart, należy też mieć na uwadze ochronę fizyczną urządzenia, która jest równie istotna.
- Ochrona aplikacji służących do dokonywania transakcji finansowych – każdorazowe żądanie loginu oraz hasła jest dodatkowym zabezpieczeniem, zwłaszcza w wypadku kradzieży urządzenia.
- Uwierzytelnienie urządzenia przez dostawcę usługi przed dokonaniem transakcji – jest to dodatkowe zabezpieczenie przed nielegalnym korzystaniem z usług za pomocą niepożądanych urządzeń.
- Uwierzytelnienie nazwy i hasła użytkownika banku.
- Szyfrowanie przesyłanych danych.
- Szyfrowanie danych zapisanych na urządzeniu w celu późniejszego wglądu.

Jednorazowe hasła (One-Time Password) są jednym z najnowszych zabezpieczeń jakimi posługują się banki przed oszustwami w sieci. Zamiast używania stałego hasła, klient w celu dokonania transakcji musi podać odpowiednie jednorazowe hasło, otrzymane uprzednio od banku, najczęściej przez wiadomość SMS. Raz użyte hasło nie nadaje się do ponownego użytku.
Z powodu problemów przedstawionych wyżej, niezwykle ważne jest aby dostawcy usługi bram SMS-owych byli w stanie sprostać poziomowi satysfakcjonującemu banki i instytucje finansowe w odniesieniu do usług SMS-owych. W ten sposób prowizja za porozumienie o poziomie usługi (SLA) jest niezbędną dla przedsiębiorstwa. Ważne jest, aby klient banku otrzymał gwarancję dostarczenia każdej wiadomości, a także szybkości dostawy, wydajności itd. SLA dostarcza parametr usłudze, w której wymiana wiadomościami gwarantuje skuteczność.

### Personalizacja
Oczekiwania co do aplikacji mobilnej oraz jej opcji wspomagających personalizację:
- Preferencje językowe
- Format daty/czasu
- Format wielkości kwoty
- Nieuregulowane transakcje
- Standardowa lista beneficjentów
- Przypomnienia

### Skalowalność i niezawodność
Kolejnym wyzwaniem dla dyrektorów ds. informatyki i dyrektorów ds. technologii jest zwiększenie infrastruktury mobilnej bankowości aby sprostać wzrastającej liczbie klientów. Używając bankowości mobilnej klient ma możliwość przebywania w dowolnej części świata (prawdziwa bankowość „gdziekolwiek, kiedykolwiek”). Dlatego banki muszą mieć pewność, że systemy działają 24 godziny na dobę. Kiedy klienci będą postrzegać bankowość mobilną za coraz bardziej użyteczną, ich wymagania także wzrosną. Banki, które nie będą w stanie sprostać wymaganiom mogą stracić klientów. Systemy takie jak Mobile Transaction Platform pozwalają na szybkie i bezpieczne połączenie z wieloma usługami banku. Ostatnimi czasy w Indiach miał miejsce szybki wzrost użycia usług mobilnej bankowości, gdy lider wśród banków zaadaptował Mobile Transaction Platform i opublikowane przez Centralny Bank w Indiach wskazówki dotyczące operacji mobilnej bankowości.

### Dystrybucja aplikacji
Ze względu na charakter łączności pomiędzy bankiem a jego klientami, byłoby niepraktycznym oczekiwać regularnych wizyt klientów w bankach lub łączenia się z witryną internetową w celu regularnego uaktualniania aplikacji mobilnej bankowości. Oczekuje się, że aplikacje mobilne automatycznie sprawdzać będą ulepszenia i aktualizacje oraz pobiorą niezbędne łatki (tzw. aktualizacje „Over The Air”). Jednakże może zaistnieć wiele przeszkód na drodze funkcjonowania tej usługi, jak na przykład aktualizacja/synchronizacja pozostałych, zależnych elementów.

### Interoperacyjność telefonów
Na rynku istnieje wiele sposobów na prowadzenie bankowości elektronicznej przy użyciu telefonów komórkowych. Rozwiązanie problemu bankowości internetowej w jakikolwiek sposób stanowi wyzwanie dla banków. Niektóre z narzędzi mogą opierać się na wykorzystaniu Java ME, SIM Application Toolkit, WAP lub jedynie SMS-ów.
Początki interoperacyjności związane są z państwami takimi jak Indie, gdzie do ograniczenia telefonów najniższej klasy bazujących na Javie wykorzystuje się takie portale jak R-World. Skupienie uwagi na obszarach Afryki Południowej przyczyniło się do uznania USSD jako podstawowy mechanizm komunikacji, dostępny z każdego telefonu.
Potrzeba interoperacyjności jest w dużej mierze zależna od samych banków, gdzie zainstalowane aplikacje, czy to bazujące na Javie, czy własne, podwyższają bezpieczeństwo, są łatwiejsze w użyciu i przyczyniają się do rozwoju bardziej złożonych rozwiązań podobnych do bankowości internetowej, gdzie podstawą są SMS-y, ale pojawiają się trudności z przeprowadzeniem bardziej zaawansowanych transakcji.
Mitem jest przeświadczenie, że postrzegany brak wspólnych standardów technologicznych dla bankowości internetowej stanowi przeszkodę dla interoperacyjności pomiędzy aplikacjami. W rzeczywistości, wczesny cykl życia usługi uniemożliwia wprowadzenie interoperacyjności w pojedynczym państwie, jako że niewiele państw posiada więcej niż jednego dostawcę usług bankowości internetowej. W praktyce, bankowy interfejs jest dobrze sprecyzowany i przepływ pieniędzy między bankami odbywa się zgodnie ze standardami ISO-8583. W miarę rozwoju bankowości elektronicznej, przepływy pieniądza pomiędzy dostawcami usług przyjmą standardy uznane w świecie bankowości.

## Bankowość mobilna na świecie
Bankowość mobilna sprawdza się w częściach świata z niewielkim lub zerowym rozwojem infrastruktury, zwłaszcza na obszarach wiejskich. Ta gałąź mobilnego handlu jest również popularna w krajach, gdzie większość populacji nie ma dostępu do banku. W większości tych miejsc banki znajdują się tylko w miastach, a klienci muszą przebyć np. setki kilometrów by dotrzeć do najbliższego z nich.
W Iranie usługa oferowana jest przez następujące banki: Parsian, Tejarat, Mellat, Saderat, Sepah, edbi i bankmelli. W Gwatemali natomiast jest ona dostępna przy wsparciu Banco Industrial. Meksyk wprowadził na rynek handel mobilny dzięki Omnilife, Bancomer i MPower Venture. Kenijski Safaricom (część grupy Vodafone) udostępnia bardzo popularną usługę M-Pesa – używaną głównie do przelewu ograniczonej sumy pieniędzy, a coraz częściej także do opłacenia rachunków za media. W 2009 Zain wprowadził swoją własną działalność zajmującą się mobilnym przelewem pieniędzy w Kenii i innych państwach Afrykańskich znaną jako ZAP. W Polsce w listopadzie 2009 Citi Handlowy zaczął uruchamiać także bankowość mobilną, która została oddana dla klientów w 1. kwartale następnego roku.
W 2009 Telenor Pakistan we współpracy z Taameer Bank również wprowadził bankowość mobilną, pod nazwą „Easy Paisa”. Eko India Financial Services – odpowiednik State Bank of India (SBI) i ICICI Bank, dwóch największych banków w Indiach – dzięki bankowości mobilnej zapewnia klientom (z których prawie 80% to imigranci lub osoby niemające dostępu do banku) podstawowe konta bankowe, lokaty, wypłaty pieniężne i przelewy, jak również mikro-ubezpieczenia i mikro-finanse.
W Szwecji wszelkie płatności mogą być dokonywane za pomocą aplikacji mobilnej Swish, z której korzysta ponad połowa populacji kraju. W 2017 r. bank szwedzki Ferratum rozpoczął współpracę z nowo utworzonym działem usług finansowych Thomas Cook Money, Thomas Cook Group plc, aby uruchomić swoją pierwszą firmę, „Banking-as-a-Service”Service" ("BaaS"). Mobilny bank Ferratum jest już dostępny w Szwecji, Norwegii, Francji, Niemczech i Hiszpanii. 